# Scottish Championship
O Campeonato Escocês, conhecido como cinch Championship por motivos de patrocínio, é a segunda divisão da Scottish Professional Football League, a competição do campeonato para clubes de futebol na Escócia. O Campeonato Escocês foi estabelecido em julho de 2013, depois que a Scottish Professional Football League foi formada pela fusão da Scottish Premier League e da Scottish Football League.

## Formato
As equipes recebem três pontos por cada vitória e um ponto por cada empate. Nenhum ponto por cada derrota. As equipes são classificadas pelo total de pontos, depois pelo saldo de gols e pelos gols marcados. No final de cada temporada, o clube com mais pontos campeão da liga. Se os pontos forem iguais, a diferença de gols determina o vencedor. Se isso ainda não resultar em um vencedor, as equipes empatadas devem participar de um jogo de playoff em um local neutro para determinar as colocações finais.

### Promoção e rebaixamento
Os campeão é diretamente promovido à primeira divisão, Scottish Premiership (em português:  Premiership Escocesa). O 3º colocado enfrenta o 4º colocado, e o vencedor enfrenta o 2º colocado. Após estes confrontos, o vencedor deste triangular enfrenta o penúltimo colocado da primeira divisão, daí sairá o último representante da primeira divisão, podendo ser um acesso ou manutenção de uma equipe na liga.
Na parte de baixo da tabela, o sistema de repescagem se assemelha com o da primeira divisão – o último colocado é automaticamente rebaixado para a terceira divisão, enquanto o penúltimo colocado passa por uma repescagem contra os rivais da terceira divisão (2º, 3º e 4º colocados).

## Clubes
Abaixo estão listadas todas as equipes que competem na temporada de 2023–24 da segunda divisão, com detalhes da primeira temporada em que entraram na segunda divisão; a primeira temporada na atual segunda divisão; e a última vez que venceram a segunda divisão.
| Clube                        | Posição em 2022–23                      | Estreia na SD | Estreia na SC | Último título |
| ---------------------------- | --------------------------------------- | ------------- | ------------- | ------------- |
| Airdrieonians                | 03º da Scottish League One (promovido)  | 2004–05       | 2023–24       | —             |
| Arbroath                     | 08º da Scottish Championship            | 1921–22       | 2019–20       | —             |
| Ayr United                   | 02º da Scottish Championship            | 1910–11       | 2018–19       | 1965–66       |
| Dundee United                | 12º da Scottish Premiership (rebaixado) | 1910–11       | 2023–24       | 2019–20       |
| Dunfermline Athletic         | 01º da Scottish League One (promovido)  | 1912–13       | 2023–24       | 2010–11       |
| Greenock Morton              | 05º da Scottish Championship            | 1893–94       | 2015–16       | 1986–87       |
| Inverness Caledonian Thistle | 06º da Scottish Championship            | 1999–00       | 2017–18       | 2009–10       |
| Partick Thistle              | 04º da Scottish Championship            | 1893–94       | 2021–22       | 2012–13       |
| Queen's Park                 | 03º da Scottish Championship            | 1922–23       | 2022–23       | 1955–56       |
| Raith Rovers                 | 07º da Scottish Championship            | 1902–03       | 2020–21       | 1994–95       |

## Campeões
| Temporada | Campeão             | Vice-campeão                 | Artilheiro                                    |
| --------- | ------------------- | ---------------------------- | --------------------------------------------- |
| 2013–14   | Dundee              | Hamilton Academical          | Rory Loy (Falkirk) — 20 gols                  |
| 2014–15   | Heart of Midlothian | Hibernian                    | Jason Cummings (Hibernian) — 18 gols          |
| 2015–16   | Rangers             | Falkirk                      | Martyn Waghorn (Rangers) — 20 gols            |
| 2016–17   | Hibernian           | Falkirk                      | Jason Cummings (Hibernian) — 19 gols          |
| 2016–17   | Hibernian           | Falkirk                      | Stephen Dobbie (Queen of the South) — 19 gols |
| 2017–18   | St Mirren           | Livingston                   | Stephen Dobbie (Queen of the South) — 18 gols |
| 2018–19   | Ross County         | Dundee United                | Lawrence Shankland (Ayr United) — 24 gols     |
| 2019–20   | Dundee United       | Inverness Caledonian Thistle | Lawrence Shankland (Dundee United) — 24 gols  |
| 2020–21   | Heart of Midlothian | Dundee                       | Liam Boyce (Heart of Midlothian) — 14 gols    |
| 2021–22   | Kilmarnock          | Arbroath                     | Michael McKenna (Arbroath) — 15 gols          |
| 2022–23   | Dundee              | Ayr United                   | Dipo Akinyemi (Ayr United) — 20 gols          |

Nota
1. ↑  A segunda divisão do Campeonato Escocês de 2019-20 foi suspensa em março de 2020 devido à pandemia de COVID-19 na Escócia. A temporada foi posteriormente reduzida em 15 de abril de 2020 e uma média de pontos por jogo foi usada para calcular uma classificação final.[4]